# Vellozia viannae
Vellozia viannae är en enhjärtbladig växtart som beskrevs av Lyman Bradford Smith. Vellozia viannae ingår i släktet Vellozia och familjen Velloziaceae. Inga underarter finns listade.